# De Smet
De Smet är en ort (city) i Kingsbury County i delstaten South Dakota i USA. Orten hade 1 056 invånare, på en yta av 3,00 km² (2020). Laura Ingalls Wilders familj var med och grundade orten 1880, efter att ha flyttat i prärievagn från Wisconsin.